# Perala viridis
Perala viridis är en insektsart som beskrevs av Sjöstedt 1921. Perala viridis ingår i släktet Perala och familjen gräshoppor. Inga underarter finns listade i Catalogue of Life.